# Liberatus von Karthago
Liberatus von Karthago war ein Diakon der christlichen Kirche in Africa im 6. Jahrhundert.
Liberatus war ein prominenter Vertreter der afrikanischen Gemeinden. In den Jahren 534 und 535 nahm er an den Gesandtschaften der afrikanischen Gemeinden zu Papst Johannes II. teil. Später beteiligte er sich am Dreikapitelstreit, den Kaiser Justinian I. mit seiner Verurteilung dreier Theologen begonnen hatte (540). Liberatus begleitete im Jahr 550 seinen Bischof Reparatus nach Konstantinopel, der vergeblich versuchte, den Kaiser zur Rücknahme des Urteils zu bewegen.
Wie viele seiner Landsleute war Liberatus ein entschiedener Gegner des Papstes Vigilius, der dem Kaiser im Dreikapitelstreit nachgab. Nach dessen Tod (555) verfasste er zwischen 560 und 566 das Breviarium causae Nestorianorum et Eutychianorum, eine zusammenfassende Darstellung der Häresien der Nestorianer und Eutychianer vom 5. Jahrhundert an bis zu seiner Zeit. Dazu verwendete er neben der Kirchengeschichte des Sokrates Scholastikos, Sozomenos und Theodoret, die er allerdings in der lateinischen Übersetzung des Cassiodor benutzte, die Akten der kirchlichen Synoden und Briefe verschiedener Geistlicher. Daher ist seine Darstellung besonders in dem Bereich seiner eigenen Lebenszeit von großem Quellenwert für die Kirchengeschichte der Spätantike.
Das Breviarium wurde zusammen mit zahlreichen Briefen ähnlicher Thematik (v. a. dem Codex Encyclius) in der sogenannten Collectio Sangermanensis überliefert, die auf das 7. oder 8. Jahrhundert zurückgeht. Die ältesten erhaltenen Handschriften (Paris, BnF, lat. 12098 and Wien, ÖNB, Cod. 397) stammen aus karolingischer Zeit. Im späten 12. und 13. Jahrhundert sind zahlreiche Abschriften geringerer Qualität entstanden. Die Editio princeps fertigte Petrus Crabbe an (Conciliorum omnium tam generalium quam particularium. Band 2, Köln 1538). Die Ausgabe von Laurentius Surius (Conciliorum omnium tum generalium tum provincialium, Band 2, Köln 1567) legte erstmals auch den Codex Vindobonensis zugrunde. Die erste Ausgabe, die ausschließlich das Breviarium des Liberatus enthielt, veröffentlichte 1675 Jean Garnier, der zugleich den ersten ausführlichen Kommentar dazu schrieb und vier verschiedene Handschriften, darunter die beiden ältesten, verwendete. Garniers Ausgabe blieb bis ins 20. Jahrhundert in Gebrauch. Sie war die Grundlage für den Abdruck in Mignes Patrologia Latina (PL 68, 969–1052 [Paris 1866]).
Die heute maßgebliche Ausgabe stammt von Eduard Schwartz, der das Breviarium 1936 im Rahmen seines Projektes Acta Conciliorum Oecumenicorum herausgab (ACO 2,5, 98–141).